# 刘陶 (东汉)
劉陶（？–185年），又名劉偉，字子奇，潁川潁陰人，東漢名臣，西漢濟北貞王劉勃之後，官至諫議大夫，後被宦官誣陷下獄而自盡。

## 生平
為人持身寬略，不拘小節，如果志趣不合，就算是大富大貴也不去結交，若是志同道合，就算是貧窮的人也會結為好友。同宗中只有以雅德知名的劉愷非常器重劉陶。

### 直言進諫
永興元年，冀州刺史朱穆得罪宦官下獄，當時是太學生的劉陶和數千太學生前往宮門上書，為朱穆喊冤，使得朱穆得以被釋放。
永壽元年時，大將軍梁冀專政，漢桓帝膝下無子，又連年飢荒，很多災異發生，劉陶又上書評論世局，希望漢桓帝能親近賢臣，遠離小人。但奏章呈上後，並沒有得到任何回應。
永壽三年，有人上書表示當今天下貧困，是因為錢幣太輕太薄，需要鑄造大錢。奏章交付四府及太學討論，劉陶上奏表示貧困的問題不是由於錢的重量，而是饑饉。於是桓帝據此下令不鑄大錢。

### 進入仕途
之後劉陶舉孝廉入仕，出任順陽長。當時順陽縣裡有不少惡霸，劉陶到任之後，發布公告以招募勇猛不怕死的人，甚至是亡命之徒或是罪犯都可以來應徵，於是有劍客過晏等十餘人來應徵。劉陶先責備了他們所犯的過失，並要求以今後的表現作為抵過，於是他們皆各自集結他們平素所親善的年輕人，大概有數百人，都全副武裝等候派遣。靠著這些人，劉陶查辦當地惡霸總是非常輕鬆。以至於劉陶因病免官之後，當地百姓思念其統治，為此作歌一曲：「邑然不樂，思我劉君。何時復來，安此下民。」
後來就任侍御史，因為漢靈帝曾經聽過劉陶的大名，因此頗為重視劉陶。剛好此時太平道張角勢力逐漸茁壯，劉陶和奉車都尉樂松、議郎袁貢等聯名上書，表示可以依照之前楊賜所提出的辦法去孤弱他們的徒眾。漢靈帝沒有理會其建議，反而命令劉陶去重新註解《春秋》，直到中平元年黃巾之亂爆發，漢靈帝重新翻閱到劉陶的奏章，才封劉陶為中陵鄉侯，且升任為尚書令。
後來劉陶因為他所舉薦的人將要出任尚書，不好與其同列而求一個編制外的官職，於是被任命為侍中。侍中任上數次直言勸諫，被當時當權者所忌憚，因此被改派為京兆尹。當時買官盛行，被任命官職後需要出一筆「修宮捐」，大約千萬。劉陶既清貧又不恥買官，於是自稱生病而不赴任，漢靈帝一向敬重劉陶，於是原諒他，並徵召他為諫議大夫。

### 下獄而死
中平二年，當時天下大亂，劉陶十分憂慮，於是上書分析世局，並陳述八樣造成世局如此糜爛的原因，大體上都是因為宦官亂政。宦官們立刻反擊，誣陷劉陶勾結盜匪，於是漢靈帝下令逮捕劉陶，收押黃門北寺，日夜苦刑拷打。劉陶自知必死，對使者嘆息道：「朝廷前封臣云何？今反受邪譖。恨不與伊、呂同疇，而以三仁為輩。」，接著便閉氣自殺。

### 經學貢獻
劉陶十分了解《尚書》和《春秋》，並且為之訓詁。進一步擴展至三家尚書及古文尚書，修改了七百餘處，重新編訂成《中文尚書》。

## 評價
《後漢書》贊曰：「黃寇方熾，子奇有識。」

## 延伸阅读
[在维基数据编辑]
 《後漢書/卷57》，出自范晔《後漢書》

### 腳註
1. ↑  參考《後漢書》〈朱穆傳〉：「永興元年，河溢，漂害人庶數十萬戶，百姓荒饉，流移道路。冀州盜賊尤多，故擢穆為冀州刺史。州人有宦者三人為中常侍，並以檄謁穆。穆疾之，辭不相見。冀部令長聞穆濟河，解印綬去者四十餘人。及到，奏劾諸郡，至有自殺者。以威略權宜，盡誅賊渠帥。舉劾權貴，或乃死獄中。有宦者趙忠喪父，歸葬安平，僭為璵璠、玉匣、偶人。穆聞之，下郡案驗。吏畏其嚴明，遂發墓剖棺，陳尸出之，而收其家屬。帝聞大怒，徵穆詣廷尉，輸作左校。太學書生劉陶等數千人詣闕上書訟穆曰：「伏見施刑徒朱穆，處公憂國，拜州之日，志清姦惡。誠以常侍貴寵，父兄子弟布在州郡，競為虎狼，噬食小人，故穆張理天網，補綴漏目，羅取殘禍，以塞天意。由是內官咸共恚疾，謗讟煩興，讒隙仍作，極其刑謫，輸作左校。天下有識，皆以穆同勤禹、稷而被共、鯀之戾，若死者有知，則唐帝怒於崇山，重華忿於蒼墓矣。當今中官近習，竊持國柄，手握王爵，口含天憲，運賞則使餓隸富於季孫，呼唿則令伊、顏化為桀、跖。而穆獨亢然不顧身害。非惡榮而好辱，惡生而好死也，徒感王綱之不攝，懼天網之久失，故竭心懷憂，為上深計。臣願黥首繫趾，代穆校作。」帝覽其奏，乃赦之」
2. ↑  參考《全後漢文》〈上疏陳事〉：「臣聞人非天地無以寓生，天地非人無以為靈，是故帝非民不立，民非帝不寧。夫天地之與帝，帝之與民猶頭之與足，相須而行，混同一體，自然之勢也。臣竊觀之，今玄象錯度，日月不明，地裂川溢，妖祥並興，胤嗣仍絕，民率流亡。昔夏癸由此而廢，商辛以斯而喪。若不悔寤，恐懼將無及矣。伏惟陛下年隆德茂，中天稱號，襲常存之慶，循不易之制，目不視鳴條之事，耳不聞檀車之聲，天災不有痛於肌膚，震蝕不即損於聖體，故蔑三光之謬，輕上天之怒，怡民飢之憂，忽震裂之變，輕無嗣之禍，殆國家之命，非所以彰美祖業，克保天祉者也。伏念高祖之起，始自布衣，拾暴秦之敝，追亡周之鹿，合散扶傷，克成帝業。功既顯矣，勤亦至矣，流福遺祚，至於陛下。陛下既不能增明烈考之軌，而忽高祖之勤，妄假利器，委授國柄，使群醜刑隸，芟刈小民，雕敝諸夏，虐流遠近，故天降眾異，以戒陛下。陛下不悟，而競令虎豹窟於鹿場，豺狼乳於春圃。斯豈唐咨禹、稷，益典朕虞，議物賦土蒸民之意哉！又令牧守長吏上下交競，封豕長蛇蠶食天下；貨殖者為窮冤之魂，貧餒者作饑寒之鬼；高門獲東觀之辜，豐室羅妖叛之罪；死者悲於窀穸，生者戚於朝野，是愚臣所為咨嗟長懷嘆息者也。且秦之將亡，正諫者誅，諛進者賞，嘉言結於忠舌，國命出於讒口，擅閻樂於咸陽，授趙高以車府。權去己而不知，威離身而不顧。古今一揆，成敗同勢。願陛下遠覽強秦之傾，近察哀、平之變，得失昭然，禍福可見。臣又聞危非仁不扶，亂非智不救，故武丁得傅說，以消鼎雉之災；周宣用申、甫，以濟夷、厲之荒。窺見故冀州刺史南陽朱穆，前鳥桓校尉臣同郡李膺，皆履正清修，貞介絕俗。穆前在冀州，奉憲操平，摧破奸黨，彈糾豪傑，埽滅饕惡，肅清萬里，不仁者遠，雖山甫不畏強御，誠無以逾也。膺前後歷典牧守，正身率下，及掌戎馬，鎮撫北疆，神武揚於朔州，強胡懾於漠北。文既俎豆，武亦干戈，功遂身退，家無私積。斯實中興之良佐，國家之柱臣也，宜還本朝，夾輔王室，上齊七躍，下鎮萬國，不合久屈閒曹，委於草莽。臣敢吐不時之義於諱言之朝，猶冰霜見日，必至消滅。臣恐小人道長，遂成其敗，犯冒天顏言，誠非議。知必以身脂鼎鑊，為海內先笑，所學之事，將復何恨。不學鬼谷子之於東齊，而習秦、儀之於周、魏，賈王孫於蜀都，交猗頓之貨殖，如此，亦可以示王室之爵，置天地之位矣。臣始悲天下之可悲，今天下亦悲臣之愚惑也。」
3. ↑  參考《全後漢文》〈改鑄大錢議〉：「聖王承天制物，與人行止，建功則眾悅其事，興戎而師樂其旅，是故靈台有子來之人，武旅有鳧藻之士，皆舉合時宜，動順人道也。臣伏讀鑄錢之詔，平輕重之議，訪覃幽微，不遺窮賤，是以藿食之人，謬延逮及，敢懸書象魏，聽罪降闕。蓋以為當今之憂，不在於貨，在民有飢勞之怨，海內無耳目之變，乃箕子所謂佯愚而對也。臣不達殷人佯愚之慮，欲於不問而言甲子之事。故念生鮮死，久復不敢極諫陳其要，請粗言生民之業。夫生養之道，先食後貨，是以先王觀象育物，敬授民時，使男不逋畝，女不下機，故君臣之道行，王路之教通。由是言之，食者乃有國之所寶，生民之至貴也。竊見比年以來，良苗盡於蝗螟之口，杼柚空於公私之求，野無青草，室如懸罄。所急朝夕之餐，所患靡監之事，豈謂錢貨之鍥薄，銖兩之輕重哉！就使當今沙礫化為南金，瓦石變為和玉，使百姓渴無所飲，飢無所食，雖皇羲之純德，唐虞之文明，猶不能以保蕭牆之內也。蓋民可百年無貨，不可一朝有飢，故食為至急也。今議者不達農殖之本，多言鑄冶之便，或欲因緣行詐，以賈國利。國利將盡，取者急競，造鑄之端。於是乎生。蓋萬人鑄之，一人奪之，猶不能給，況今一人鑄之則萬人奪之乎！雖以陰陽為炭，萬物為銅，役不食之民，使不飢之士，猶不能足無厭之求也。夫欲民殷財阜，要在止役禁奪，則百姓不勞而足。陛下聖德，愍海內之憂戚，傷天下之艱難，欲鑄錢齊貨，以救其蔽，此猶養魚於沸鼎之中，棲鳥於烈火之上。水木，本魚鳥之所生也。用之不時，必至焦爛。願陛下寬鍥薄之禁，後冶鑄之議，聽民庶之謠吟，問路叟之所憂，瞰三光之文耀，視山河之分流，天下之心，國家大事，粲然皆見，無有遺惑者矣。臣嘗誦《詩》至於《鴻雁》於野心勞，哀勤百堵之事，每喟爾長懷，中篇而嘆。近聽征夫飢勞之聲，甚於斯歌。是以追悟匹婦吟魯之憂，始於此乎？見《白駒》之意，屏營彷徨，不能監寐。伏念當今地廣而不得耕，民眾而無所食。群小競起，進秉國之位，鷹揚天下，鳥鈔求飽，吞肌及骨，並噬無厭。誠恐卒有役夫窮匠，起於板築之間，投斤攘臂，登高遠呼，使愁怨之民，狼跳虎駭，響應雲合，八方分崩，中夏魚潰，雖方尺之錢，何能有救？其危猶舉函牛之鼎，絓纖枯之末，詩人所以眷然顧之，潸焉出涕者也。若不早寤，恐將及之。臣，東野狂ウ，不達大義，緣廣及之時，對過所問，知必以身脂鼎鑊，為天下笑。」
4. ↑  參考《全後漢文》〈與樂松袁貢連名上疏言張角〉：「聖王以天下耳目為視聽。故能無不聞見。今張角支黨，不可勝計。前司徒楊賜奏下詔書，切敕州郡，護送流民，會賜去位，不復捕錄。雖會赦令，而謀不解散。四方私言，雲角等竊入京師，覘視朝政，鳥聲獸心，私共鳴呼。州郡忌諱，不欲聞之，但更相告語，莫肯公文。宜下明詔，重募角等，賞以國土。有敢迴避，與之同罪。」
5. ↑  參考《全後漢文》〈陳要急八事疏〉：「臣聞事之急者不能安言，心之痛者不能緩聲。竊見天下前遇張角之亂，後遭邊章之寇，每聞羽書告急之聲，心灼內熱，四體驚竦。今西羌逆類，私署將帥，皆多段熲時吏，曉習戰陳，識知山川，變詐萬端。臣常懼其輕出河東、馮翊，鈔西軍之後，東之函谷，據阨高望。今果已攻河東，恐遂轉更豕突上京。如是則南道斷絕，車騎之軍孤立，關東破膽，四方動搖，威之不來，叫之不應，雖有田單、陳平之策，計無所用。臣前驛馬上便宜，急絕諸郡賦調，冀尚可安。事付主者，留連至今，莫肯求問。今三郡之民皆以奔亡，南出武關，北徙壺谷，冰解風散，唯恐在後。今其存者尚十三四，軍吏士民悲愁相守，民有百走退死之心，而無一前鬥生之計。西寇浸前，去營咫尺，胡騎分布，已至諸陵。將軍張溫，天性精勇，而主者旦夕迫促，軍無後殿，假令失利，其敗不救。臣自知言數見厭，而言不自裁者，以為國安則臣蒙其慶，國危則臣亦先亡也。謹復陳當今要急八事，乞須臾之閒，深垂納省。」
6. ↑  《後漢紀》紀載劉陶絕食而死。